# Salisbury (Nuevo Hampshire)
Salisbury es un pueblo ubicado en el condado de Merrimack en el estado estadounidense de Nuevo Hampshire. En el Censo de 2010 tenía una población de 1.382 habitantes y una densidad poblacional de 13,28 personas por km².

## Geografía
Salisbury se encuentra ubicado en las coordenadas 43°23′19″N 71°46′12″O / 43.38861, -71.77000. Según la Oficina del Censo de los Estados Unidos, Salisbury tiene una superficie total de 104.04 km², de la cual 103.39 km² corresponden a tierra firme y (0.62%) 0.65 km² es agua.

## Demografía
Según el censo de 2010, había 1.382 personas residiendo en Salisbury. La densidad de población era de 13,28 hab./km². De los 1.382 habitantes, Salisbury estaba compuesto por el 96.89% blancos, el 0.07% eran afroamericanos, el 0.22% eran amerindios, el 0.29% eran asiáticos, el 0.07% eran de otras razas y el 2.46% pertenecían a dos o más razas. Del total de la población el 0.8% eran hispanos o latinos de cualquier raza.